# 聖高原

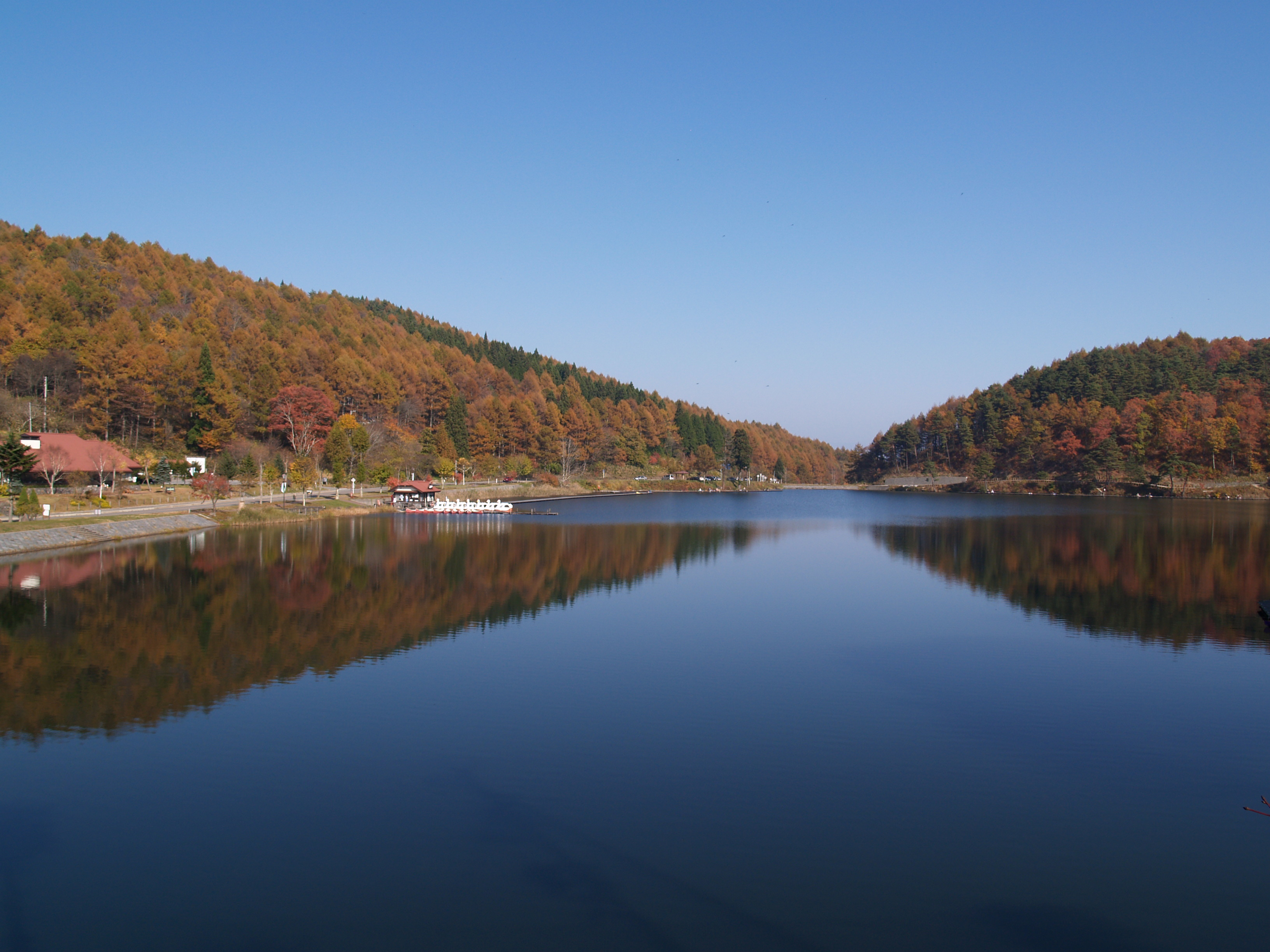
聖湖（2009年10月）

聖高原（ひじりこうげん）は、長野県東筑摩郡麻績村にある高原。聖山高原県立公園。開発に当たっては「麻績方式」という手法が採用された。

## 麻績方式
菅平高原の菅平方式と並ぶ、長野県の地域開発の方法のひとつ。村有地の所有権を土地利用者に譲渡・売却することなく、地上権のみ提供して、個人や法人の別荘用地として提供する方式であり、借地権や固定資産税、宿泊施設や観光施設の事業税等を村の歳入に組み入れ、農業構造改善事業の実施や、その他の社会基盤の整備に還元しようとするものである。

## 観光スポット
- 聖山 - 聖高原の名称の由来。
- 聖湖 - 自然湖（かつては「ばんばの池」と言われた沼池を1964年の造成により改称された）由来のため池で、別名を猿ヶ馬場池（さるがばんばいけ、猿ヶ馬場峠付近に位置することから）という。湖畔には竹久夢二の歌碑がある。
- 聖高原キャンプ場
- 聖レイクサイド館
- 聖博物館 - 戦艦陸奥の主砲砲身および砲弾、F-104戦闘機などを展示。
- 聖高原観光案内センター
- 聖高原スキー場

## 催事
- 聖高原納涼煙火大会（夏）

## アクセス
- JR篠ノ井線・聖高原駅より麻績村営バス乗車。

## ギャラリー

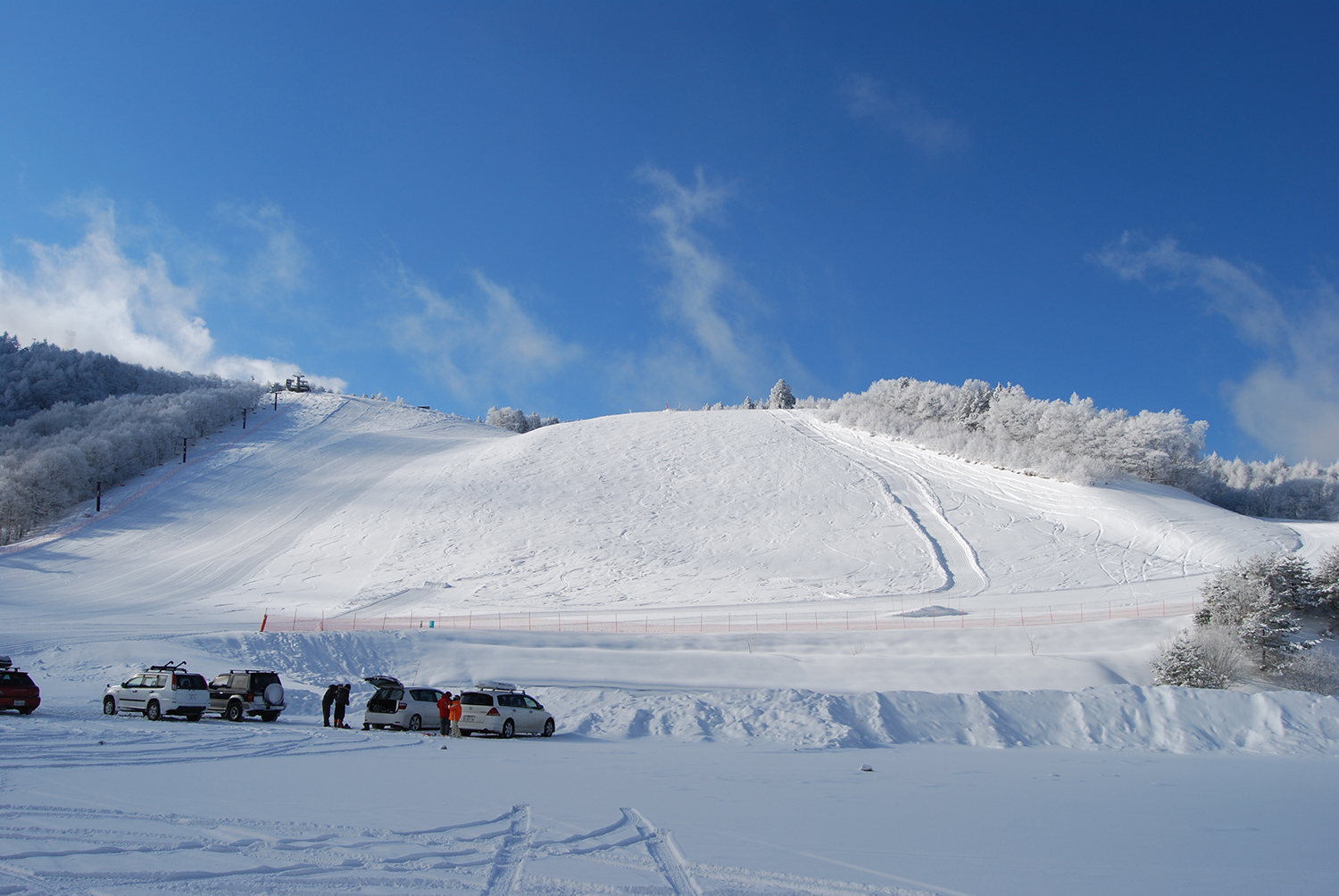
冬の聖山
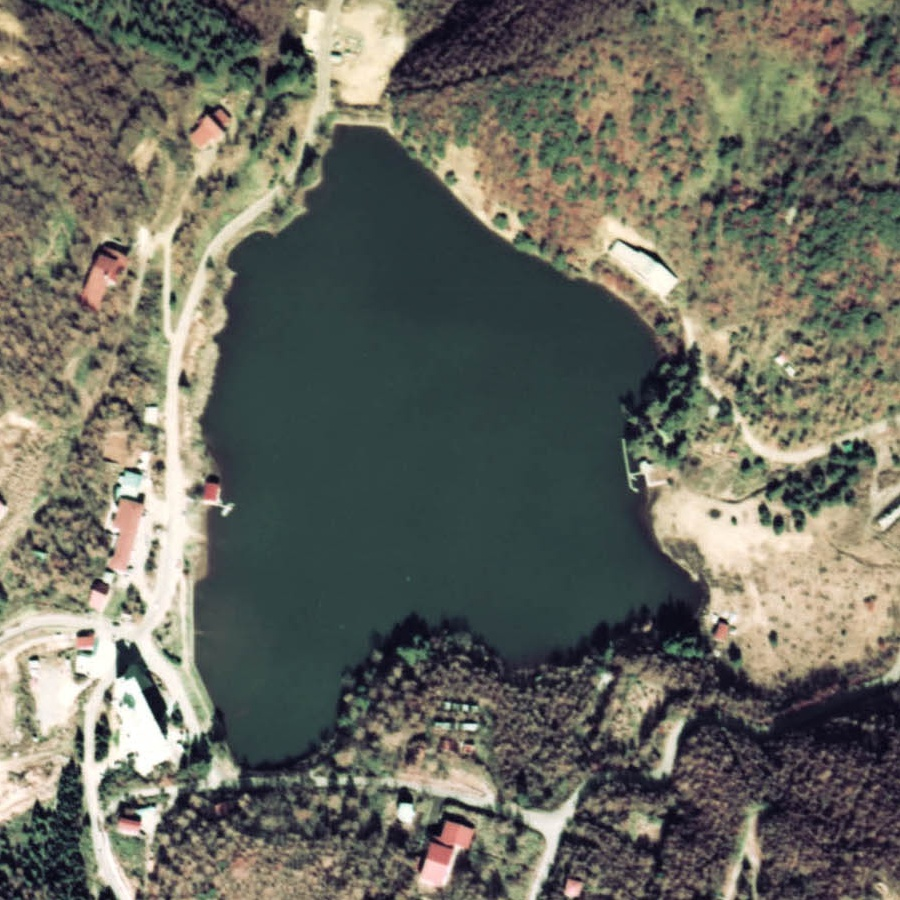
聖湖周辺の約500メートル四方を写した航空写真。1975年度撮影。国土交通省 国土地理院 地図・空中写真閲覧サービスの空中写真を基に作成
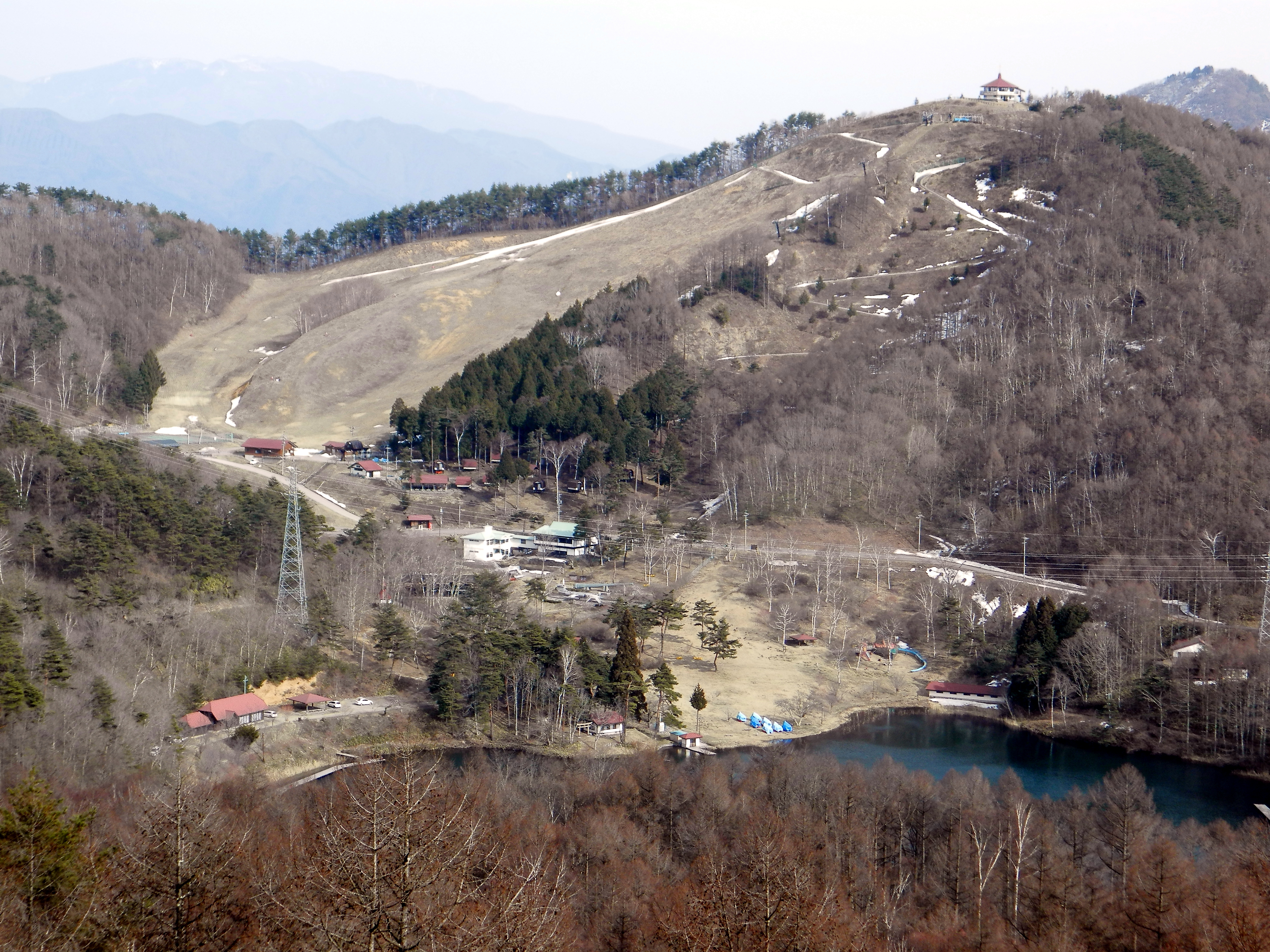
聖高原、遠景